# Steinach (Bodensee)
Die Steinach ist ein 13,5 km langer Fluss im Schweizer Kanton St. Gallen.

## Verlauf

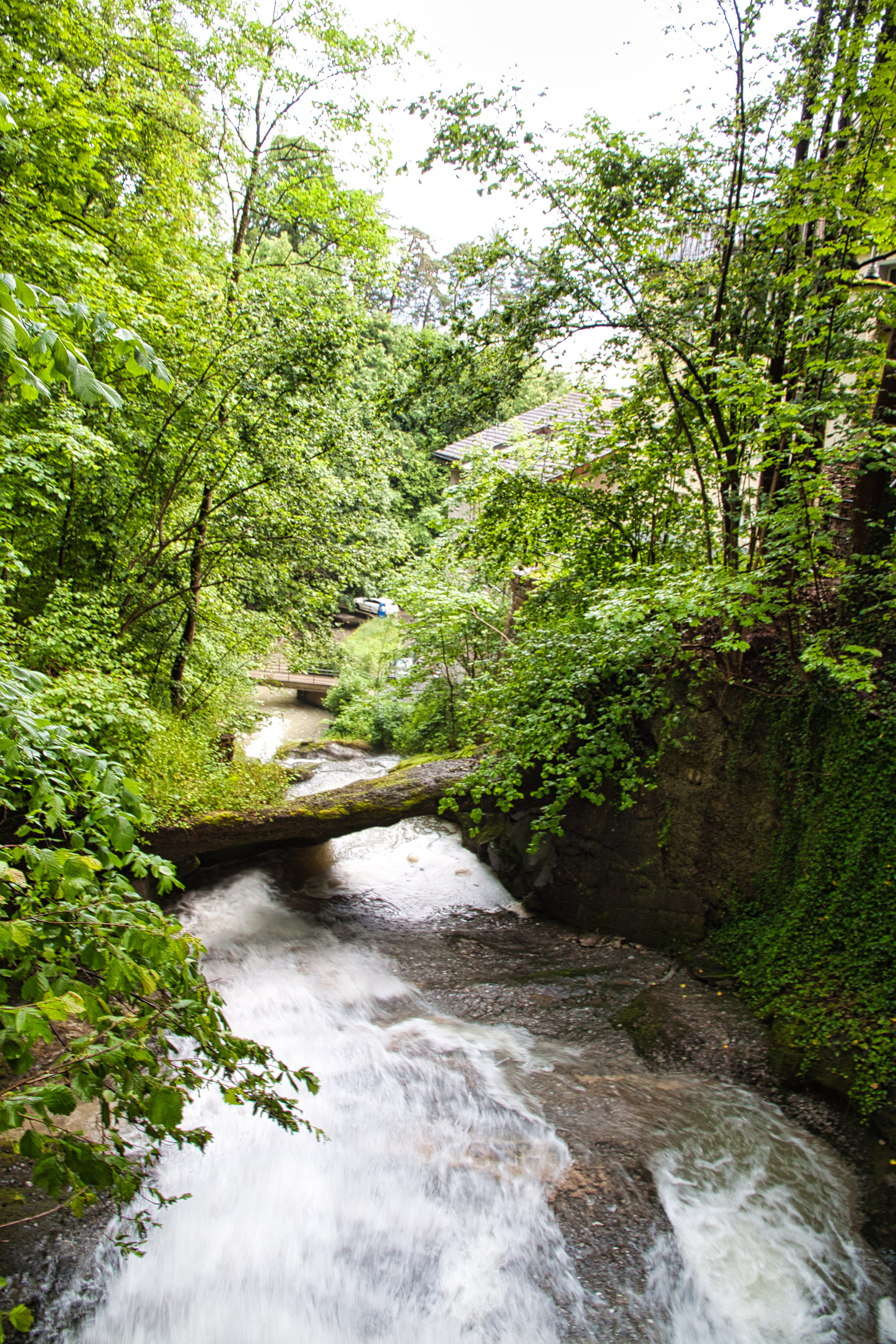
Erdbrücke in der Mülenenschlucht

Die Steinach entspringt östlich des St. Galler Stadtteils St. Georgen im Steineggwald zwischen Vögelinsegg und St.  Georgen. Sie fliesst durch St. Gallen und mündet in Steinach in den Bodensee.
Der junge Fluss passiert zwischen St. Georgen und der Altstadt St. Gallens die Mülenenschlucht. Hier hat er sich zwischen den Nagelfluhbänken während Jahrtausenden ein Bachbett ausgehobelt und auch eine Naturbrücke hinterlassen.  
Nachdem die Steinach zwischen 1867 und 1911 in Etappen eingedolt (Kanal erstellt) worden war, floss sie auf St. Galler Stadtgebiet bis 1991 unterirdisch zwischen der Talstation der Mühleggbahn und dem Lukasmühleweg. Am östlichen Ende der Stadt, zwischen dem Bahnhof St. Fiden und dem Espenmoos, kam sie wieder zum Vorschein und floss dann im Galgentobel (auch Steinachtobel) aus der Stadt hinaus Richtung Nordosten. 
Wegen der Vermischung von Abwasser und sauberem Bachwasser und der daraus resultierenden Belastung des Flusses wurde 1991 ein unterirdischer Stollen gebaut, der das Wasser der Steinach und der weiter östlich einmündenden Bäche Wiesen- und Bavariabach unverschmutzt bis zum Espenmoos führt. Die alte Steinachdole ist seither ausschliesslich ein Mischwasserkanal, der zur Abwasserreinigungsanlage St. Gallen-Hofen führt.
Über die nächsten zehn Kilometer verliert die Steinach bis zum Bodensee, meist tief eingeschnitten im Tobel verlaufend, rund 250 Meter an Höhe.

## Legende
Der Legende nach soll der Heilige Gallus am Fuss der Mülenenschlucht unterhalb von St. Georgen über einen Dornbusch gestürzt sein. Er wertete dies als Zeichen Gottes und gründete an dieser Stelle eine Einsiedelei. Diese ist zur Stadt St. Gallen geworden.
Das Dorf Steinach am Bodensee ist nach diesem Fluss benannt.